# كينغز كويست 6
كينغز كويست 6 (بالإنجليزية: King's Quest VI: Heir Today, Gone Tomorrow)‏ ، هي الجزء السادس من سلسلة ألعاب كينغز كويست، صدرت عام 1992م، وتعمل بعض الأنظمة ومنها إم إس دوس ومايكروسوفت ويندوز.

## وصلات خارجية
- كينغز كويست 6 على موبي غيمز
- كينغز كويست 6 على موقع IMDb (الإنجليزية)
- King's Quest VI Technical Help on the Sierra Help Pages